# Варвинский маслосыродельный завод
Варвинский маслосыродельный завод (ОАО "Варвамаслосырзавод") — предприятие пищевой промышленности в посёлке городского типа Варва Варвинского района Черниговской области Украины.

## История
Предприятие было создано в 1943 году, после освобождения села от немецкой оккупации, как молокоприёмный пункт при колхозе. После восстановления сельской электростанции и получения оборудования, в конце 1943 года он был преобразован в маслодельный завод.
В 1951 году все колхозы села объединились в сельскохозяйственную артель с 4,8 тыс. гектарами земли, основными направлениями деятельности которой стали производство зерна и продуктов животноводства. В следующие десятилетия здесь были построены три стандартных коровника, семь телятников и кормокухня, с увеличением поголовья коров возросли объёмы производства молока. 
В 1967 году средний надой молока с одной коровы составлял 3500 кг в год. В 1971 году здесь было получено 700 тонн молока (при этом с лучших коров было получено свыше 4000 кг молока).
В целом, в советское время завод входил в число крупнейших предприятий райцентра и Варвинского района.
После провозглашения независимости Украины государственное предприятие было преобразовано в общество с ограниченной ответственностью "Варвамаслосирпродукт", затем в открытое акционерное общество, в 2001 году оно было переименовано в Варвинский маслосыродельный завод.
В 2005 году завод вошёл в состав холдинга «Молочный альянс».

## Деятельность
Предприятие занимается переработкой молока и производством молочных продуктов.